# Complete Control Sessions
Complete Control Sessions är en EP av Flogging Molly som släpptes digitalt 13 mars 2007.
Den innehåller två låtar som vid den tiden var outgivna (släpptes senare på Float) och resten från albumen Swagger och Within A Mile Of Home.

## Låtlista
1. "Requiem for a Dying Song" (Från Float) - 3:29
2. "Whistles the Wind" (Från Within A Mile Of Home) - 4:06
3. "Tobacco Island"(Från Within A Mile Of Home) - 4:30
4. "Factory Girls" (Från Within A Mile Of Home) - 3:55
5. "Float" (Från Float) - 4:48
6. "Devil's Dance Floor" (Från Swagger) - 3:49